# Cloridorme
Cloridorme är en kommun av typen kanton (municipalité de canton) i provinsen Québec i Kanada. Den ligger i regionen Gaspésie–Îles-de-la-Madeleine, i den östra delen av landet, 900 km öster om huvudstaden Ottawa. Antalet invånare var 607 vid folkräkningen 2021. Landarean är 159 kvadratkilometer.